# Labiobarbus ocellatus
Labiobarbus ocellatus és una espècie de peix cipriniforme de la família dels ciprínids.

## Morfologia
Els mascles poden assolir els 22 cm de longitud total.

## Distribució geogràfica
Es troba a Malàisia i Indonèsia.